# Pedro Cotoner y de Veri
Pedro Cotoner y de Veri (Palma de Mallorca, 1872-Madrid, 1935). Miembro de la Casa de Cotoner, III marqués de la Cenia, IX marqués de Anglesola, caballero de la Orden de Malta y gentilhombre grande de España con ejercicio y servidumbre de Alfonso XIII de España.

## Biografía
Ingresó al Partido Conservador y fue Senador por la provincia de Baleares en las elecciones generales 1908-1909, 1909-1910, 1910, 1911, 1914, 1915, 1916, 1917, 1918, 1919-1920, 1921-1922, 1922.